# Jean Nicolle
Pour les articles homonymes, voir Nicolle.
Jean Nicolle, né  en 1614 et mort vers 1650 à Louviers, est un peintre normand. Avant 1940, la maison familiale était visible rue aux Sœurs.

## Œuvre
Deux de ses tableaux, l'Adoration des Bergers et l'Adoration des Mages décorent le chœur de l'église Notre-Dame de Louviers.
D'autres sont au musée municipal de Louviers.
L'église Saint-Paul de La Croix-Saint-Leufroy héberge trois toiles recensées  à titre d'objets monuments historiques :
- Le Couronnement d'épines[5];

- La Reine de Saba chez Salomon[6];

- Saint Mélidone refusant de renier la foi chrétienne[7].

L'église Saint-Saturnin de Piencourt détient au même titre :
- Une vierge de Pitié[8].

## Hommage
La rue Projetée est rebaptisée en son honneur vers 1875.